# LVStB – Tagliamento, Lonato és Piave
Az LVStB  Tagliamento, Lonato és Piave egy szerkocsis gőzmozdonysorozat volt az osztrák-magyar  Lombardisch-venetianischen Staatsbahn (LVStB) magánvasút-társaságnál.
A három mozdonyt a Wien-Raaber Bahn mozdonygyára építette 1854-ben. A Déli Vasút felvásárolta a vasúttársaságot, és a mozdonyokat a 8. sorozatba osztotta. 1867-ben a három mozdony a Strade Ferrate Alta Italia (SFAI) birtokába került, ahol a 205-207 pályaszámokat kapták. 1872-ben selejtezték őket.

## Fordítás
- Ez a szócikk részben vagy egészben  a   LVStB – Tagliamento, Lonato und Piave című német Wikipédia-szócikk ezen változatának fordításán alapul.  Az eredeti cikk szerkesztőit annak laptörténete sorolja fel. Ez a jelzés csupán a megfogalmazás eredetét és a szerzői jogokat jelzi, nem szolgál a cikkben szereplő információk forrásmegjelöléseként.